# Daniele Cortis (film)
Daniele Cortis è un film del 1947, diretto da Mario Soldati, tratto dall'omonimo romanzo del 1885 di Antonio Fogazzaro.
Fu il primo film di produzione italo-francese, anche se la Domovideo, casa produttrice transalpina, non è accreditata nei titoli di testa. Per questo film Domenico Scala e Václav Vích si aggiudicarono il Nastro d'Argento del 1947  per la migliore fotografia.

## Trama
Ambientata tra le ville vicentine e Roma, nell'Italia del XIX secolo, la pellicola descrive l'impossibile rapporto d'amore tra Elena Carrer, una nobildonna sposata con il barone di Santa Giulia, un uomo che non la comprende, e Daniele Cortis, suo giovane cugino ed idealista cristiano. Dietro la vicenda, tuttavia, si articola il conflitto tra interesse politico e fede individuale.

## Critica
(Segnalazioni cinematografiche, vol. 21, 1947)
(Lorenzo Quaglietti, l'Unità, 9 maggio 1947)